# Steven Universe: Przyszłość
Steven Universe: Przyszłość (ang. Steven Universe Future, 2019-2020) – amerykański serial animowany stworzony przez Rebeccę Sugar oraz wyprodukowany przez Cartoon Network Studios. Serial stanowi epilog pomiędzy oryginalnym serialem Steven Universe a filmem Steven Universe: Film.
Premiera serialu odbyła się w Stanach Zjednoczonych 7 grudnia 2019 na amerykańskim Cartoon Network. W Polsce serial zadebiutował 20 września 2021 na antenie Cartoon Network.

## Fabuła
Akcja serialu toczy się zaraz po wydarzeniach z filmu Steven Universe: Film, która miała miejsce dwa lata po czteroodcinkowym finale piątego sezonu z oryginalnego serialu Zmiana zdania. Nastoletni Steven Universe po raz kolejny będzie musiał zmierzyć się z wyzwaniami, które pojawiają się w jego obecnie stosunkowo spokojnym życiu oraz znaleźć i zakwestionować nowy cel. Steven musi również zdecydować, czego chce dla swojej własnej przyszłości.

## Obsada

### Główni
- Zach Callison – Steven Universe
- Estelle Swaray – Granat
- Michaela Dietz – Ametyst
- Deedee Magno Hall – Perła
- Shelby Rabara – Peridot

### Pozostali
- Tom Scharpling – Greg Universe
- Grace Rolek – Connie Maheswaran
- Charlyne Yi – Rubin
- Erica Luttrell – Szafir
- Jennifer Paz – Lapis Lazuli
- Uzo Aduba i Miriam A. Hyman – Bismuth
- Kimberly Brooks – Jasper
- Sarah Stiles – Spinel
- Christine Ebersole – Biały Diament
- Patti LuPone – Żółty Diament
- Lisa Hannigan – Niebieski Diament
- Michelle Maryk – Larimar
- Dee Bradley Baker – Lew

## Spis odcinków
| Nr | Tytuł                  | Tytuł polski               | Premiera        | Premiera w Polsce   |
| -- | ---------------------- | -------------------------- | --------------- | ------------------- |
| 1  | Little Homeschool      | Szkoła Klejnotów           | 7 grudnia 2019  | 20 września 2021    |
| 2  | Guidance               | Doradca                    | 7 grudnia 2019  | 20 września 2021    |
| 3  | Rose Buds              | Różowe Kwarce              | 7 grudnia 2019  | 21 września 2021    |
| 4  | Volleyball             | Siatkówka                  | 7 grudnia 2019  | 21 września 2021    |
| 5  | Bluebird               | Azuryt Bluebird            | 14 grudnia 2019 | 22 września 2021    |
| 6  | A Very Special Episode | Bardzo wyjątkowy odcinek   | 14 grudnia 2019 | 22 września 2021    |
| 7  | Snow Day               | Śnieżyca                   | 21 grudnia 2019 | 23 września 2021    |
| 8  | Why So Blue?           | Trudne przypadki           | 21 grudnia 2019 | 23 września 2021    |
| 9  | Little Graduation      | Zakończenie roku szkolnego | 28 grudnia 2019 | 24 września 2021    |
| 10 | Prickly Pair           | Kaktus Steven              | 28 grudnia 2019 | 24 września 2021    |
| 11 | In Dreams              | W snach                    | 6 marca 2020    | 27 września 2021    |
| 12 | Bismuth Casual         | Wyjście Bizmut             | 6 marca 2020    | 27 września 2021    |
| 13 | Together Forever       | Razem na zawsze            | 13 marca 2020   | 28 września 2021    |
| 14 | Growing Pains          | Coraz gorzej               | 13 marca 2020   | 28 września 2021    |
| 15 | Mr. Universe           | Pan Universe               | 20 marca 2020   | 29 września 2021    |
| 16 | Fragments              | Fragmenty                  | 20 marca 2020   | 29 września 2021    |
| 17 | Homeworld Bound        | W stronę Homeworldu        | 27 marca 2020   | 30 września 2021    |
| 18 | Everything’s Fine      | Wszystko gra               | 27 marca 2020   | 30 września 2021    |
| 19 | I Am My Monster        | Jestem moim potworem       | 27 marca 2020   | 1 października 2021 |
| 20 | The Future             | Przyszłość                 | 27 marca 2020   | 1 października 2021 |